# Стоян Коцев – Кано
Стоян Христов Коцев е бивш български футболист, полузащитник на Балкан (Ботевград), Славия и Етър.

## Биография
Роден е на 29 януари 1945 г. в Ботевград, България. 
Бронзов медалист с отбора на Славия през 1970 г.  Голмайстор на Б група през 1977 с 20 гола и през 1978 г. с 21 гола за Балкан (Ботевград).  Отбелязал е и 1 гол за купата на УЕФА.
През 1996 г. като старши треньор става шампион на България със Славия. Носител на купата на страната през същата година. Титлата за първенство е първа за отбора след след 53-годишно прекъсване. 
Бил е треньор и на Балкан, Академик (Св), Чумерна (Елена), Червено знаме (Павликени), Хемус (Троян), младежкия национален отбор по футбол на България.  Работил е и в Китай , Добруджа (Добрич) (май 2004 г.) и Марек.
След тежко и дълго боледуване умира на 22 август 2012 в 03:30 в София. 